# Carling (Moselle)
Carling település Franciaországban, Moselle megyében. Lakosainak száma 3332 fő (2022. január 1.). Carling Creutzwald, L’Hôpital, Saint-Avold és Diesen községekkel határos.

## Népesség
A település népességének változása:
| Lakosok száma | 2783 | 3422 | 3709 | 3726 | 3470 | 3433 | 3445 | 3415 | 3414 | 3332 |
|               | 1968 | 1982 | 1990 | 2006 | 2013 | 2015 | 2017 | 2019 | 2020 | 2022 |